# Miami Open 1970
Il Miami Open 1970 è stato un torneo di tennis giocato sul cemento. È stata la 2ª edizione del torneo e faceva parte del World Championship Tennis 1970. Si è giocato a Hollywood, in Florida (USA) dal 12 al 14 febbraio 1970.

## Campioni

### Singolare maschile
Ken Rosewall ha battuto in finale  Andrés Gimeno con il punteggio di 3–6, 6–2, 3–6, 7–6, 6–3

### Doppio maschile
- Doppio non disputato